# Brian Greene

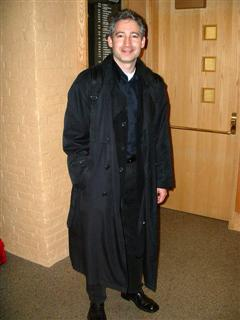
Brian Greene a Harvardon

Brian Greene (New York, 1963. február 9. –) fizikus, a szuperhúrelmélet kiemelkedő kutatója.
Diplomáját a Harvard Egyetemen szerezte, az Oxfordi Egyetemen doktorált 1987-ben. 1996-ban került a Columbia Egyetemre, ahol a matematika és a fizika professzora.
Az elegáns univerzum és a The Fabric of the Cosmos (A kozmosz szövete) című ismeretterjesztő könyvek szerzője. Vegetariánus.

## Tudományos eredményei
Brian Greene az egyik atyja a kétféle Calabi-Yau tér közötti tükörszimmetriának (a conifold és az orbifold közöttinek).
David Morrisonnal és Andrew Stromingerrel megmutatták, hogy a húrelmélet topológiája megváltozhat a conifold pontban.
Jelenleg a húrelmélet kozmológiai vonatkozásait tanulmányozza, különösképp annak a plancki fizikán túli lenyomatát a kozmikus mikrohullámú háttérsugárzásban, és a brane-gáz kozmológiát, amely várhatóan megmagyarázza, hogy miért van a körülöttünk levő térnek három kiterjedt dimenziója.

## Magyarul
- Az elegáns univerzum. Szuperhúrok, rejtett dimenziók és a végső elmélet kihívása; ford. Gergely Árpád László; Akkord, Bp., 2003 (Talentum tudományos könyvtár)
- A kozmosz szövedéke. A tér, az idő és a valóság szerkezete; ford. Koronczay Dávid, Marschalkó Gábor; Akkord, Bp., 2011 (Talentum tudományos könyvtár)
- Utazás az idők végezetéig. Anyag, élet és értelem egy fejlődő univerzumban; ford. Both Előd; Akkord, Bp., 2021 (Talentum tudományos könyvtár)